# Мета-етика
Мета-етиката е клон на етиката занимаващ се с природата, хоризонта и значението на моралните решения. Заедно с нормативната и приложната етика формира основните три разклонения на етиката, изучавани от философите.
Докато нормативната етика се отнася до въпроси като „Какво трябва да направя?“, мета-етиката се занимава с въпроси като „Какво е добротата?“ и „Как можем да различим кое е добро и кое е лошо?“, опитвайки се да разбере предположенията свързани с нормативните теории. Друго често разграничение е че нормативната етика включва първостепенни или съществени въпроси; мета-етиката включва второкласни или формални въпроси.
Някои теоретици смятат че е нужна метафизична причина за правилна оценка на съществените морални теории и за взимането на практични морални решения; други са на противоположното мнение и смятат, че изучаването на моралните решения за правилните деиствия може да ни покаже истинското естество на морала.

## Мета-етични въпроси
Според Ричард Гарнър и Бернард Розен има три типа мета-етични въпроси или три основни въпроса:
1. Какво е значението на моралните условия или решения? (морална семантика)
2. Какво е естеството на моралните решения? (морална онтология)
3. Как моралните решения могат да бъдат подкрепени или защитени? (морална епистемология)

Въпрос от първия тип може да бъде, „Какво значат думите 'добро', 'лошо', 'правилно' и 'грешно'?“ Втората категория включва въпроси свързани с това дали моралните решения са универсални или относителни, от един тип или от много. Въпроси от третия тип са такива като „как бихме могли да знаем дали нещо е правилно или грешно“. Според Гарнър и Розен отговорите на трите основни въпроса „не са несвързани и понякога отговора на един води до отговора на друг.“
Мета-етичната теория се различава от нормативната с това че не се опитва да определи специфичните избори като по-добри, по-лоши, добри, лоши или зли; въпреки че може да има значителни последици върху валидността и значението на нармативните етични твърдения. Отговорът на които и да било от горните три въпроса не би бил сам по себе си нормативно етично твърдение.

## Морална семантика
Тези теории опитват да отговорят на първия въпрос отгоре, „Какво е значението на моралните условия или решения?“ Отговорите може да повлияят и на другите два въпроса.

### Централизъм и децентрализъм
Друг начин за категоризиране на мета-етичните теории е разграничението между централистките и децентралистките теории. Дебата между двете теории се състои около връзката между така наречените „тънка“ и „плътна“ концепция за моралността. Тънките морални концепции са тези като добро, лошо, правилно и грешно; плътните морални концепции са тези като смелост, несправедливост, справедливост или нечестност. Докато и двете страни се съгласяват, че тънките концепции са по общи, докато плътните са по специфични, централистите смятат, че тънките концепции предшестват плътните и че вторите са зависими от първите. Според тях, човек първо трябва да разбере думи като „правилно“ и „трябва“ преди да разбере такива като „справедлив“ и „неприятен“. Децентрализма отхвърля това виждане, смятайки че двете концепции са на едно ниво и дори че плътните концепции са достатъчна отправна точка за разбирането на тънките.
Децентрализма е от особено значение за етичните натуралисти в късната част на 20 век и ранната част на 21 век като част от аргумента им, че нормативността е неразделна част от езика и че няма начин по който да бъдат анализирани плътните морални концепции само чрез описателни елементи свързани с тънка морална оценка, подкопавайки всяка фундаментална разлика между факти и норми. Алън Гибард, Ричард Хеър и Саймън Блекбърн подкрепят разграничението между факти и норми.